# Молини ди Гуроне (Варезе)
Молини ди Гуроне је насеље у Италији у округу Варезе, региону Ломбардија.
Према процени из 2011. у насељу је живело 19 становника. Насеље се налази на надморској висини од 288 м.